# Alian Moroz França
Alian Moroz , é matemático e escritor brasileiro.
Foi vencedor do prêmio "destaque da cultura" em 2006.
Dotado de plena curiosidade e conhecimento por História Antiga, escreve romances góticos ou históricos.
Autor de Desvendando a História e os Mitos bílblicos, O manuscrito XXXII.